# Bunonema reticulatum
Bunonema reticulatum is een rondwormensoort uit de familie van de Bunonematidae. De wetenschappelijke naam van de soort is voor het eerst geldig gepubliceerd in 1905 door Richters.